# Hadrothemis coacta
Hadrothemis coacta – gatunek ważki z rodziny ważkowatych (Libellulidae).